# Súa
Pour les articles homonymes, voir SUA.
Sùa est un village d'Équateur situé sur la côte nord du pays dans la province d'Esmeraldas. 

## Population
Il y a environ 3500 habitants s’appelant les Sueños.
La population est majoritairement afro-équatorienne, descendant des esclaves, Guayaquil ayant été un centre de traite important. Il faut savoir que la communauté noire d'Esmeraldas a été créée par des esclaves en fuite ayant profité du naufrage d’un galion espagnol en 1553.
Le village vit principalement de la pêche, du tourisme et un peu de l’agriculture dans les terres.

## Culture et patrimoine

### Gastronomie
Le village vit au rythme de la pêche. Les pêcheurs débarquent leurs prises sur la plage, qui se transforme alors en marché improvisé. 
Les spécialités d'ici sont alors le poisson, cuisiné sous différentes manières (frit, en soupe, à la plancha, à la sauce au coco…) et les fruits de mer (crevettes, crabes, langoustes…).
L'Équateur étant l'un des premiers exportateurs de bananes, celles-ci font partie de tous les plats et cuisinées de différentes façons. 
Exemples de plats typiques : 
- l'encocado : fruit de mer ou poisson au lait de coco et aux épices, souvent servi avec du riz
- Pusando : plat de porc ou de poisson au lait de coco, banane plantain et manioc.
- Ceviche : salade à base de crevettes, calmar, moules ou poisson, marinée dans du jus de citron et tomates et servie avec des chips de bananes.
- cocada : sucrerie ronde à base de sucre brun, de lait de coco, de lait et d'arachides.

### Patrimoine urbain
Sua est situé dans une baie, la mer est donc calme et propice à la baignade. En bord de mer, on retrouve le Malecón où l’on peut boire un verre dans une des nombreuses cabañas. 
Le village compte une vingtaine d’hôtels. 

### Patrimoine environnemental
L’île aux oiseaux où l'on peut voir les fous de patas azules, les frégates au col rouge… Espèces qui se trouvent également sur les iles Galapagos.
Des baleines font leur apparition entre juin et septembre et Sua est connu pour ses balades touristiques en bateau afin d’observer ses mammifères à bosse.
On peut également accéder au mirador del "Penon del Suicida" et observer le paysage depuis les falaises.

## Fuseau horaire
Fuseau Horaire : Gmt - 05 h 00

Time Zone : America/Guayaquil